# Sloane Stephens
Sloane Stephens (* 20. März 1993 in Plantation, Florida) ist eine US-amerikanische Tennisspielerin. Ihr bislang größter Erfolg war der Titelgewinn 2017 bei den US Open sowie der anschließende Triumph im Fed-Cup.

## Karriere
Sloane Stephens, Tochter des American-Football-Spielers John Stephens, begann im Alter von neun Jahren mit dem Tennissport. Trainiert wurde sie zunächst von den Ex-Tennisprofis Nick Saviano und Roger Smith, später vom früheren Weltklassespieler Paul Annacone. Derzeit betreut sie Kamau Murray, mit dem sie bereits 2016 erfolgreich zusammengearbeitet hat.

### Juniorenlaufbahn und erste Jahre auf der WTA-Tour: 2007 bis 2010
Als Juniorin gewann Stephens 2009 die renommierte Trofeo Bonfiglio, erreichte das Halbfinale beim Juniorinneneinzel der French Open und erzielte anschließend mit Platz fünf ihre höchste Position in der Juniorinnen-Tennisweltrangliste. 2010 triumphierte sie jeweils an der Seite von Timea Babos bei den Juniorinnen-Doppelkonkurrenzen der French Open, der US Open sowie von Wimbledon.
Bereits 2007 sammelte sie bei kleineren Turnieren in Brasilien erste Erfahrungen auf dem ITF Women’s Circuit. Ihren ersten ITF-Doppeltitel gewann sie an der Seite von Christina McHale 2008. Im gleichen Jahr debütierte sie beim Qualifikationsturnier der US Open, nachdem sie vom US-amerikanischen Tennisverband eine Wildcard erhalten hatte und unterlag dort in der zweiten Runde. Auch in den Folgejahren bekam Stephens regelmäßig Gelegenheit, sich in den Qualifikationsturnieren bedeutender amerikanischer WTA-Turniere zu messen. 2010 gelang ihr in Indian Wells erstmals der Einzug ins Hauptfeld und gegen Lucie Hradecká auf Anhieb ihr erster Sieg, unterlag aber in der zweiten Runde.

### Durchbruch in die Weltspitze: 2011 bis 2013
2011 gewann sie bei einem Turnier der $50.000-Kategorie ihren ersten ITF-Titel und qualifizierte sich anschließend bei den French Open erstmals für das Hauptfeld eines Grand-Slam-Turniers, verlor jedoch in der ersten Runde. Nach dem Erreichen des Viertelfinals beim WTA-Turnier in Carlsbad sowie dem erstmaligen Vorstoß in die dritte Runde der US Open, in dem sie an Ana Ivanović scheiterte, wurde sie zum Jahresende erstmals unter den besten 100 der Welt geführt und erhielt fortan direkten Zutritt in die Hauptfelder der Grand-Slam-Turniere. 2012 spielte Stephens ihre erste komplette Saison auf der WTA-Tour. Neben zwei Halbfinals in Straßburg und Washington, erzielte sie in Paris mit der vierten Runde ihr bis dahin bestes Resultat bei einem Grand-Slam-Turnier, auf das sie eine weitere Drittrundenteilnahme in Wimbledon folgen ließ. Auch in Cincinnati sowie bei den US Open kam sie in die dritte Runde und überwinterte zum ersten Mal unter den besten 50 der Welt.
Anfang 2013 gelang Stephens der endgültige Durchbruch auf der WTA-Tour. Nach einem Viertelfinale in Brisbane und einem Halbfinale in Hobart, stürmte sie bei den Australian Open bis ins Halbfinale und setzte sich dabei unter anderem im Viertelfinale gegen Serena Williams durch. Im Halbfinale musste sie sich der späteren Siegerin Wiktoryja Asaranka geschlagen geben. Auch bei den danach folgenden Grand-Slam-Turnieren überzeugte sie und erreichte in Wimbledon, wo sie mit Marion Bartoli ebenfalls erst der späteren Gewinnerin unterlag, das Viertelfinale sowie bei den French Open und US Open jeweils die vierte Runde. In Cincinnati zog sie nach einem Sieg über Marija Scharapowa ins Achtelfinale ein, ebenso in Toronto und Peking. Durch die konstant guten Leistungen bei großen Turnieren, schloss Stephens die Saison auf Weltranglistenposition elf ab.

### Formschwankungen und Verletzungsprobleme: 2014 bis 2016

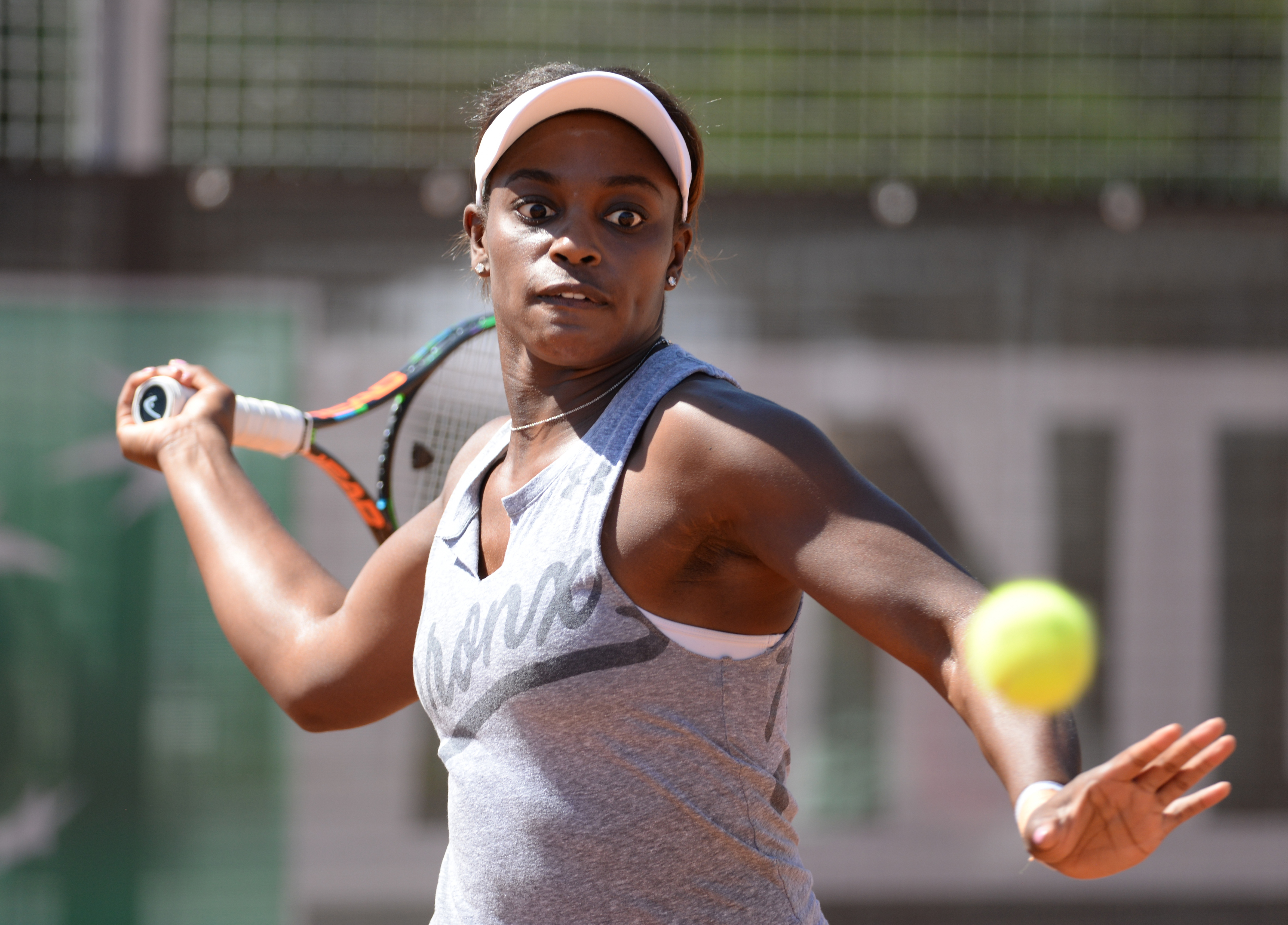
Sloane Stephens (2015)

Im darauffolgenden Jahr kam Stephens in Melbourne und Paris noch einmal ins Achtelfinale sowie ins Viertelfinale von Indian Wells. Vor allem in der zweiten Saisonhälfte haderte sie mit ihrer physischen Verfassung und fiel aufgrund wechselhafter Ergebnisse in der Weltrangliste zurück. Nach dem frühen Ausscheiden in der zweiten Runde der US Open, trat sie noch bei einem kleineren Turnier in Guangzhou an, bei dem sie bereits zum Auftakt verlor, ehe sie sich entschied, ihre Saison wegen anhaltender Probleme am Handgelenk frühzeitig zu beenden. Auch der Start in die Saison 2015 missglückte Stephens, die erst in Indian Wells mit dem Erreichen des Achtelfinals sowie in Miami mit dem Einzug in die Runde der letzten Acht wieder auf sich aufmerksam machen konnte. Ihre besten Resultate in Europa erzielte sie mit dem Erreichen der vierten Runde bei den French Open sowie dem Einzug ins Halbfinale von Eastbourne, wo sie in der zweiten Runde gegen Carla Suárez Navarro erstmals nach knapp zwei Jahren wieder eine Top-10-Spielerin schlug. Zurück in Amerika, gewann sie in Washington nach einem Finalsieg über Anastassija Pawljutschenkowa ihren ersten Titel auf der WTA-Tour und blieb dabei während des gesamten Turnierverlaufs ohne Satzverlust. Bei den abschließenden US Open scheiterte sie jedoch bereits in der Auftaktrunde und schloss das Jahr ohne weitere Spitzenergebnisse auf Platz 30 ab.
2016 war Stephens, die in ihrer Karriere bislang vor allem bei Großereignissen aufzeigte, vor allem bei kleinen Turnieren erfolgreich. In Auckland errang sie zum Saisonauftakt mit einem Sieg über Julia Görges im Finale ihren zweiten WTA-Titel, auf den in Acapulco nach einem Finalerfolg über Dominika Cibulková ihr dritter folgte. Danach gewann sie in Charleston, wo sie sich im Endspiel gegen Jelena Wesnina durchsetzen konnte, erstmals ein Turnier der Premier-Kategorie und kam bei den anschließenden French Open und in Wimbledon in die dritte Runde. Danach machten sich bei Stephens erste Anzeichen physischer Probleme am Fuß bemerkbar. Dennoch trat sie noch zu den Olympischen Spielen in Rio de Janeiro an, wo sie im Einzel zum Auftakt gegen Eugenie Bouchard ausschied, bevor sie das Jahr frühzeitig beendete. Im Anschluss gab sie bekannt, dass sie bereits die gesamte Saison über an einer Fußverletzung laboriere und ihr seit längerem geraten worden war, die Verletzung auszukurieren. Anschließend wurde bei ihr eine Stressfraktur im linken Fuß diagnostiziert, die sie für fast ein ganzes Jahr außer Gefecht setzte.

### Comeback und erster Grand-Slam-Titel: 2017 und 2018

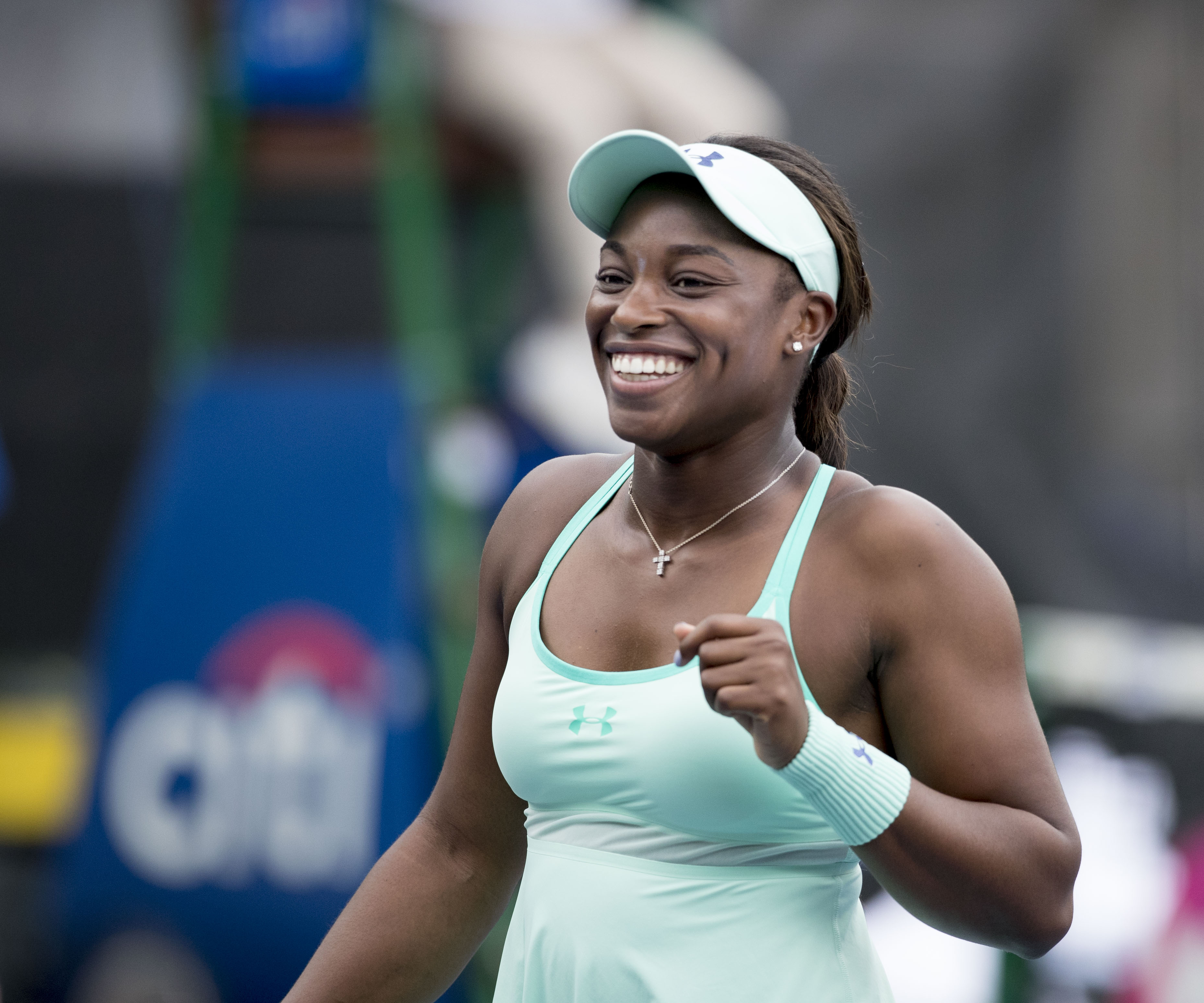
Sloane Stephens (2017)

Erst in Wimbledon 2017 kehrte sie mit einem Protected Ranking auf die WTA-Tour zurück und verlor dort in der ersten Runde gegen Alison Riske. Obwohl sie in der Weltrangliste auf Position 957 zurückgefallen war, konnte sie nacheinander das Halbfinale sowohl beim Rogers Cup in Toronto als auch in Cincinnati das Halbfinale erreichen und kletterte damit binnen zwei Wochen in die Top 100 der Tennisweltrangliste zurück. Bei den darauffolgenden US Open rückte sie nach Top-10-Siegen gegen Dominika Cibulková in der zweiten Runde und Venus Williams im Halbfinale in ihr erstes Grand-Slam-Endspiel vor, in dem sie ihrer Landsfrau Madison Keys keine Chance ließ. Durch ihren ersten Triumph bei einem Major-Turnier, stürmte sie im Ranking auf Platz 12 nach vorne und qualifizierte sich damit für die WTA Elite Trophy in Zhuhai. Dort schied sie jedoch nach zwei Niederlagen gegen Anastasija Sevastova und Barbora Strýcová bereits in der Gruppenphase aus. Auch im Finale des Fed-Cup gegen Belarus unterlag Stephens in beiden Einzelpartien gegen Aryna Sabalenka und Aljaksandra Sasnowitsch. Aufgrund zweier Siege von Coco Vandeweghe sowie einem anschließenden Erfolg im entscheidenden Doppel, konnten die USA die Begegnung doch noch für sich entscheiden. Für das US-Team war es der 18. Titelgewinn überhaupt und der erste Triumph seit 2000. Von der WTA wurde sie wegen ihres rasanten Wiederaufstiegs in der Weltrangliste inklusive ihres ersten Grand-Slam-Triumphes zur Rückkehrerin des Jahres 2017 ernannt.
Nach einem Erstrundenaus bei den Australian Open 2018, meldete sich Stephens mit ihrem ersten Triumph bei einem Turnier der Premier-Mandatory-Kategorie in Miami eindrucksvoll zurück und besiegte auf dem Weg zum Turniergewinn mit Garbiñe Muguruza, Angelique Kerber und im Endspiel mit Jeļena Ostapenko gleich drei Spielerinnen aus den Top 10 der Weltrangliste. In der Folgewoche wurde Stephens selbst erstmals unter den besten 10 der Welt geführt. Bei den French Open erreichte sie danach ihr zweites Grand-Slam-Finale, in dem sie sich, wie auch im Endspiel des Rogers Cup in Montreal in Vorbereitung auf die US Open, der Weltranglistenersten Simona Halep in drei Sätzen geschlagen geben musste. Für Stephens war es die erste Niederlage in einem Finale auf der Profitour. Trotz einer Auftaktniederlage in Wimbledon erzielte sie im Juli mit Platz drei ihre bislang beste Weltranglistenposition. In New York kam sie als Titelverteidigerin noch einmal ins Viertelfinale, in dem sie an Anastasija Sevastova scheiterte, und qualifizierte sich damit erstmals für die WTA Championships 2018 in Singapur. Dort verbuchte sie in der Gruppenphase zunächst drei Siege gegen Naomi Ōsaka, Angelique Kerber und Kiki Bertens und schlug im Halbfinale Karolína Plíšková in drei Sätzen, bevor sie im Finale Elina Switolina unterlag. Dennoch konnte sie das Jahr erstmals auf Rang sechs in den Top 10 der Welt abschließen.

### Seit 2019
2019 wurden Stephens Ergebnisse zunehmend wechselhaft. Nach einer Viertrundenteilnahme bei den Australian Open, enttäuschte sie bei den amerikanischen Hartplatzturnieren. Erst auf Sandplatz kam sie wieder besser in Form und erzielte in Madrid mit dem Einzug ins Halbfinale, in dem sie an der späteren Siegerin Kiki Bertens scheiterte, ihr bestes Saisonergebnis. Bei den French Open stand sie noch einmal im Viertelfinale, bevor sie in der zweiten Saisonhälfte nur noch zweimal das Achtelfinale in Cincinnati und Wuhan erreichte und zum Jahresende im Ranking auf Rang 25 zurückrutschte. Nach vier Niederlagen in Serie zum Auftakt der Saison 2020, verließ Stephens erstmals seit 2017 wieder die Top 30 der Weltrangliste. Ihre Bestform der Jahre 2017 und 2018 konnte Stephens seitdem nicht mehr wiederholen und verlor im Ranking weiter an Boden.
2021 zeigte sie ihre besten Leistungen bei Grand-Slam-Turnieren und erzielte das Achtelfinale der French Open sowie die dritte Runde von Wimbledon und errang dabei gegen Karolína Plíšková und Petra Kvitová ihre bislang letzten Erfolge gegen Top-10-Spielerinnen. Bei den US Open kam sie ebenfalls in die dritte Runde. Außerdem erzielte sie bei einem kleineren WTA-Turnier in Parma ein Halbfinale. Im Frühjahr 2022 gewann sie in Guadalajara durch einen Finalerfolg über Marie Bouzková ihren siebten WTA-Titel und kehrte damit unter die besten 50 der Weltrangliste zurück.

### Fed Cup
2012 debütierte Stephens beim 5:0-Playofferfolg über die Ukraine für die Fed-Cup-Mannschaft der Vereinigten Staaten. Seitdem hat sie für ihr Land 14 Partien im Einzel und Doppel bestritten, von denen sie acht gewinnen konnte (Einzelbilanz 7:5). 2008 gewann sie zusammen mit Kristie Ahn und Christina McHale den Junioren-Fed-Cup. Im Endspiel, in dem sie selbst nicht zum Zuge kam, schlugen sie das Team aus Großbritannien mit 2:0.

## Persönliches
Stephens ist mit dem US-amerikanischen Fußballspieler Jozy Altidore liiert. Ende April 2019 hat sich das Paar verlobt und am Neujahrstag 2022 im St. Regis Bal Harbour Resort in Miami Beach, Florida, geheiratet.

## Turniersiege

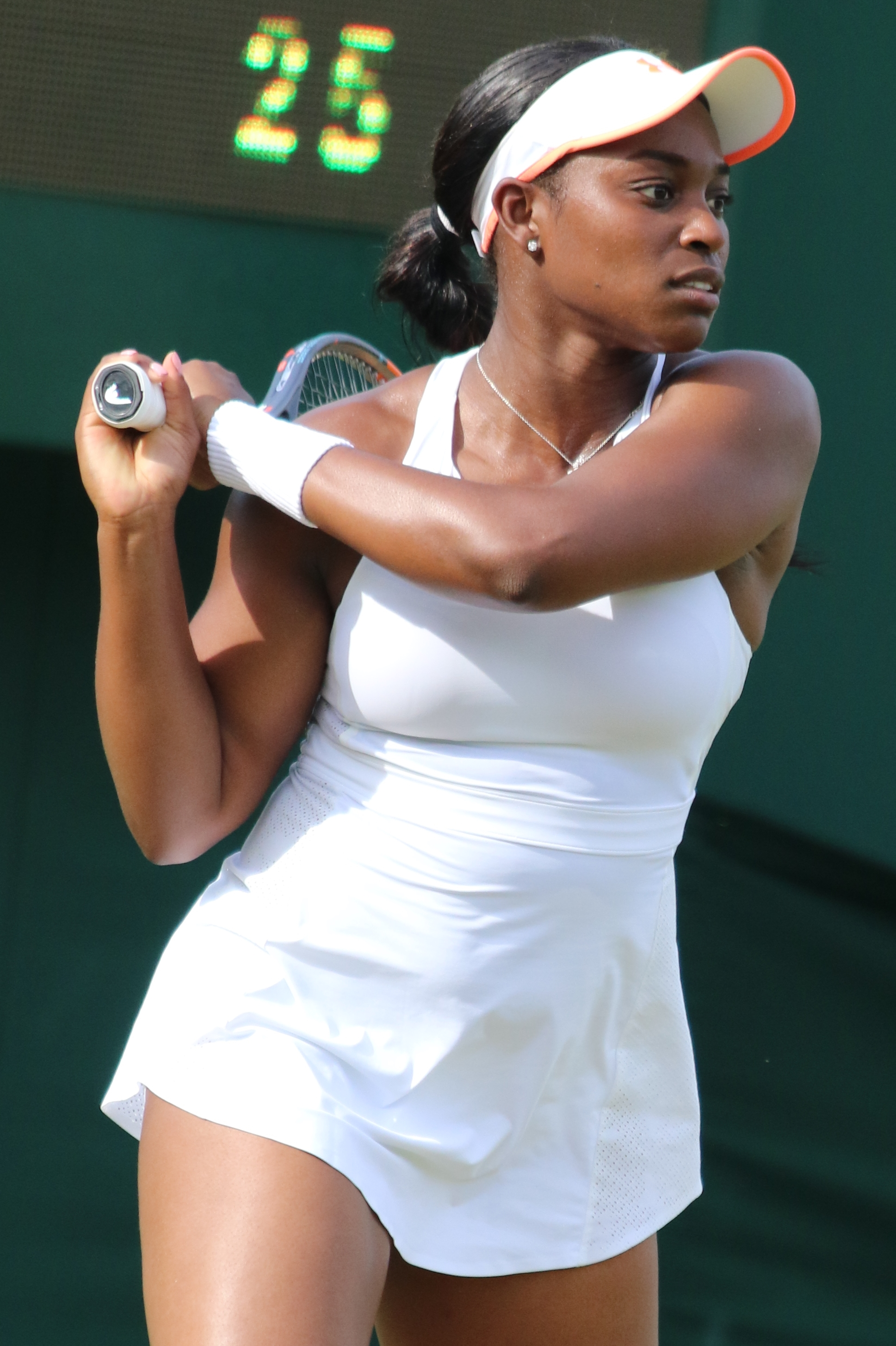
Sloane Stephens (2017)

### Einzel
| Nr. | Datum             | Turnier       | Kategorie             | Belag        | Finalgegnerin                | Ergebnis       |
| --- | ----------------- | ------------- | --------------------- | ------------ | ---------------------------- | -------------- |
| 1.  | 15. Mai 2011      | Reggio Emilia | ITF $50.000           | Sand         | Nastassja Jakimawa           | 6:3, 6:1       |
| 2.  | 9. August 2015    | Washington    | WTA International     | Hartplatz    | Anastassija Pawljutschenkowa | 6:2, 6:1       |
| 3.  | 9. Januar 2016    | Auckland      | WTA International     | Hartplatz    | Julia Görges                 | 7:5, 6:2       |
| 4.  | 27. Februar 2016  | Acapulco      | WTA International     | Hartplatz    | Dominika Cibulková           | 6:4, 4:6, 7:65 |
| 5.  | 10. April 2016    | Charleston    | WTA Premier           | Sand         | Jelena Wesnina               | 7:64, 6:2      |
| 6.  | 9. September 2017 | US Open       | Grand Slam            | Hartplatz    | Madison Keys                 | 6:3, 6:0       |
| 7.  | 31. März 2018     | Miami         | WTA Premier Mandatory | Hartplatz    | Jeļena Ostapenko             | 7:65, 6:1      |
| 8.  | 27. Februar 2022  | Guadalajara   | WTA 250               | Hartplatz    | Marie Bouzková               | 7:5, 1:6, 6:2  |
| 9.  | 7. Mai 2023       | Saint-Malo    | WTA Challenger        | Sand         | Greet Minnen                 | 6:3, 6:4       |
| 10. | 21. April 2024    | Rouen         | WTA 250               | Sand (Halle) | Magda Linette                | 6:1, 2:6, 6:2  |

### Doppel
| Nr. | Datum         | Turnier    | Kategorie   | Belag     | Partnerin        | Finalgegnerinnen                      | Ergebnis          |
| --- | ------------- | ---------- | ----------- | --------- | ---------------- | ------------------------------------- | ----------------- |
| 1.  | 29. Juni 2008 | Wichita    | ITF $10.000 | Hartplatz | Christina McHale | Amanda Mcdowell Kristi Miller         | 6:4, 6:74, [10:8] |
| 2.  | 7. April 2024 | Charleston | WTA 500     | Sand      | Ashlyn Krueger   | Ljudmyla Kitschenok Nadija Kitschenok | 1:6, 6:3, [10:7]  |

## Karrierestatistik und Turnierbilanz
Einzel
Die letzte Aktualisierung erfolgte nach den Australian Open 2025.
| Turnier                      | 2007              | 2008              | 2009              | 2010              | 2011              | 2012              | 2013              | 2014              | 2015              | 2016             | 2017              | 2018              | 2019              | 2020              | 2021              | 2022              | 2023              | 2024             | 2025             | T / T       | S/N         | Sieg%       |
| ---------------------------- | ----------------- | ----------------- | ----------------- | ----------------- | ----------------- | ----------------- | ----------------- | ----------------- | ----------------- | ---------------- | ----------------- | ----------------- | ----------------- | ----------------- | ----------------- | ----------------- | ----------------- | ---------------- | ---------------- | ----------- | ----------- | ----------- |
| Australian Open              | –                 | –                 | –                 | –                 | Q2                | 2                 | HF                | AF                | 1                 | 1                | –                 | 1                 | AF                | 1                 | 1                 | 1                 | 1                 | 3                | 1                | 0 / 13      | 14:13       | 52 %        |
| French Open                  | –                 | –                 | –                 | –                 | 1                 | AF                | AF                | AF                | AF                | 3                | –                 | F                 | VF                | 2                 | AF                | VF                | AF                | 1                |                  | 0 / 13      | 35:13       | 73 %        |
| Wimbledon                    | –                 | –                 | –                 | –                 | Q2                | 3                 | VF                | 1                 | 3                 | 3                | 1                 | 1                 | 3                 | n. a.             | 3                 | 1                 | 2                 | 2                |                  | 0 / 12      | 16:12       | 57 %        |
| US Open                      | –                 | Q2                | Q1                | Q2                | 3                 | 3                 | AF                | 2                 | 1                 | –                | S                 | VF                | 1                 | 3                 | 3                 | 2                 | 1                 | 1                |                  | 1 / 13      | 24:12       | 67 %        |
| WTA Finals                   | –                 | –                 | –                 | –                 | –                 | –                 | –                 | –                 | –                 | –                | –                 | F                 | –                 | n. a.             | –                 | –                 | –                 | –                |                  | 0 / 1       | 4:1         | 80 %        |
| Doha                         | a. K.             | –                 | n. a. bzw. a. K.  | n. a. bzw. a. K.  | n. a. bzw. a. K.  | –                 | 2                 | 1                 | a. K.             | –                | a. K.             | –                 | a. K.             | –                 | a. K.             | –                 | a. K.             | 1                | –                | 0 / 3       | 1:3         | 25 %        |
| Dubai                        | a. K.             | a. K.             | –                 | –                 | –                 | andere Kategorie  | andere Kategorie  | andere Kategorie  | –                 | a. K.            | –                 | a. K.             | –                 | a. K.             | –                 | a. K.             | –                 | 2                | –                | 0 / 1       | 1:1         | 50 %        |
| Indian Wells                 | –                 | –                 | –                 | 2                 | 2                 | 2                 | 2                 | VF                | AF                | 2                | –                 | 3                 | 2                 | n. a.             | 2                 | 1                 | 1                 | 3                | –                | 0 / 13      | 14:13       | 52 %        |
| Miami                        | –                 | Q1                | Q1                | Q1                | 1                 | 3                 | AF                | 3                 | VF                | 2                | –                 | S                 | 3                 | n. a.             | 2                 | 2                 | 1                 | 2                |                  | 1 / 12      | 18:11       | 62 %        |
| Madrid                       | n. a.             | n. a.             | –                 | –                 | Q1                | Q1                | 1                 | AF                | 2                 | 2                | –                 | AF                | HF                | n. a.             | 2                 | 1                 | 1                 | 3                |                  | 0 / 10      | 13:10       | 57 %        |
| Rom                          | –                 | –                 | –                 | –                 | –                 | 2                 | AF                | 2                 | 1                 | –                | –                 | AF                | 2                 | 1                 | 1                 | 1                 | 2                 | 2                |                  | 0 / 11      | 7:11        | 39 %        |
| Kanada                       | –                 | –                 | –                 | –                 | –                 | –                 | AF                | 2                 | 1                 | 1                | HF                | F                 | 2                 | n. a.             | 2                 | 2                 | AF                | 1                |                  | 0 / 11      | 14:11       | 56 %        |
| Cincinnati                   | a. K.             | a. K.             | –                 | –                 | 1                 | AF                | AF                | AF                | AF                | –                | HF                | AF                | AF                | 1                 | 1                 | 2                 | AF                | –                |                  | 0 / 12      | 17:12       | 59 %        |
| Tokio                        | –                 | –                 | –                 | –                 | –                 | –                 | 2                 | n. a. bzw. a. K.  | n. a. bzw. a. K.  | n. a. bzw. a. K. | n. a. bzw. a. K.  | n. a. bzw. a. K.  | n. a. bzw. a. K.  | n. a. bzw. a. K.  | n. a. bzw. a. K.  | n. a. bzw. a. K.  | n. a. bzw. a. K.  | n. a. bzw. a. K. | n. a. bzw. a. K. | 0 / 1       | 1:1         | 50 %        |
| Guadalajara                  | n. a. bzw. a. K.  | n. a. bzw. a. K.  | n. a. bzw. a. K.  | n. a. bzw. a. K.  | n. a. bzw. a. K.  | n. a. bzw. a. K.  | n. a. bzw. a. K.  | n. a. bzw. a. K.  | n. a. bzw. a. K.  | n. a. bzw. a. K. | n. a. bzw. a. K.  | n. a. bzw. a. K.  | n. a. bzw. a. K.  | n. a. bzw. a. K.  | n. a. bzw. a. K.  | VF                | 2                 | a. K.            | a. K.            | 0 / 2       | 4:2         | 67 %        |
| Peking                       | n. a.             | n. a.             | –                 | –                 | –                 | –                 | AF                | –                 | 2                 | –                | 1                 | AF                | 2                 | nicht ausgetragen | nicht ausgetragen | nicht ausgetragen | –                 | –                |                  | 0 / 5       | 6:5         | 55 %        |
| Wuhan                        | nicht ausgetragen | nicht ausgetragen | nicht ausgetragen | nicht ausgetragen | nicht ausgetragen | nicht ausgetragen | nicht ausgetragen | –                 | 2                 | –                | 1                 | 1                 | AF                | nicht ausgetragen | nicht ausgetragen | nicht ausgetragen | nicht ausgetragen | –                |                  | 0 / 4       | 3:4         | 43 %        |
| Olympische Spiele            | n. a.             | –                 | nicht ausgetragen | nicht ausgetragen | nicht ausgetragen | –                 | nicht ausgetragen | nicht ausgetragen | nicht ausgetragen | 1                | nicht ausgetragen | nicht ausgetragen | nicht ausgetragen | nicht ausgetragen | –                 | n. a.             | n. a.             | –                | n. a.            | 0 / 1       | 0:1         | 0 %         |
| Billie Jean King Cup         | –                 | –                 | –                 | –                 | –                 | –                 | PO                | PO                | –                 | PO               | S                 | F                 | PO                | HF                | HF                | –                 | –                 | –                |                  | 1 / 7       | 7:5         | 58 %        |
| Statistik                    | Statistik         | Statistik         | Statistik         | Statistik         | Statistik         | Statistik         | Statistik         | Statistik         | Statistik         | Statistik        | Statistik         | Statistik         | Statistik         | Statistik         | Statistik         | Statistik         | Statistik         | Statistik        | Statistik        | S/N         | S/N         | Sieg%       |
| Turnierteilnahmen            | 2                 | 11                | 5                 | 17                | 21                | 20                | 23                | 20                | 21                | 14               | 9                 | 21                | 20                | 11                | 18                | 18                | 21                | 22               | 3                | Gesamt: 297 | Gesamt: 297 | Gesamt: 297 |
| Erreichte Finals             | 0                 | 0                 | 0                 | 1                 | 1                 | 0                 | 0                 | 0                 | 1                 | 3                | 1                 | 4                 | 0                 | 0                 | 0                 | 1                 | 1                 | 1                | 0                | Gesamt: 14  | Gesamt: 14  | Gesamt: 14  |
| Gewonnene Titel              | 0                 | 0                 | 0                 | 0                 | 1                 | 0                 | 0                 | 0                 | 1                 | 3                | 1                 | 1                 | 0                 | 0                 | 0                 | 1                 | 1                 | 1                | 0                | Gesamt: 10  | Gesamt: 10  | Gesamt: 10  |
| Hartplatz-Siege/-Niederlagen | 0:0               | 15:10             | 3:5               | 18:11             | 11:12             | 14:12             | 28:17             | 12:11             | 19:13             | 11:6             | 15:9              | 25:13             | 12:13             | 3:8               | 7:12              | 13:9              | 11:14             | 8:13             | 0:3              | 225:191     | 225:191     | 54 %        |
| Sand-Siege/-Niederlagen      | 6:2               | 0:1               | 0:0               | 13:6              | 16:5              | 11:8              | 7:5               | 6:6               | 8:5               | 9:3              | 0:0               | 12:5              | 10:4              | 1:3               | 11:6              | 5:6               | 13:5              | 9:5              | 0:0              | 137:75      | 137:75      | 65 %        |
| Rasen-Siege/-Niederlagen     | 0:0               | 0:0               | 0:0               | 0:0               | 3:3               | 2:1               | 4:1               | 3:3               | 5:2               | 2:1              | 0:1               | 0:1               | 2:2               | 0:0               | 2:1               | 0:2               | 1:1               | 2:3              | 0:0              | 26:22       | 26:22       | 54 %        |
| Gesamt-Siege/-Niederlagen    | 6:2               | 15:11             | 3:5               | 31:17             | 30:20             | 27:21             | 39:23             | 21:20             | 32:20             | 22:10            | 15:10             | 37:19             | 24:19             | 4:11              | 20:19             | 18:17             | 25:20             | 19:21            | 0:3              | 388:288     | 388:288     | 57 %        |
| Sieg%                        | 75 %              | 58 %              | 38 %              | 65 %              | 60 %              | 56 %              | 63 %              | 51 %              | 62 %              | 69 %             | 60 %              | 66 %              | 56 %              | 27 %              | 51 %              | 51 %              | 56 %              | 48 %             | 0 %              | Gesamt:     | Gesamt:     | 57 %        |
| Jahresendposition            | –                 | 496               | 802               | 198               | 97                | 38                | 12                | 37                | 30                | 36               | 13                | 6                 | 25                | 39                | 64                | 37                | 48                | 79               |                  | N/A         | N/A         | N/A         |

Zeichenerklärung: S = Turniersieg; F, HF, VF, AF = Einzug ins Finale / Halbfinale / Viertelfinale / Achtelfinale; 1, 2, 3 = Ausscheiden in der 1. / 2. / 3. Hauptrunde; RR = Round Robin (Gruppenphase); n. a. = nicht ausgetragen; a. K. = andere Kategorie; PO (Play-off) = Auf- und Abstiegsrunde im Billie Jean King Cup; K1, K2, K3 = Teilnahme in der Kontinentalgruppe I, II, III im Billie Jean King Cup.
Anmerkung: Diese Statistik berücksichtigt alle Ergebnisse im Einzel bei ITF- und WTA-Turnieren. Als Quelle dient die ITF-Seite der Spielerin. Dargestellt sind nur WTA-Turniere der Kategorie Tier I (bis 2008), die WTA-Turniere der Kategorien Premier Mandatory und Premier 5 (2009–2020) bzw. die WTA-Turniere der Kategorie 1000 (seit 2021).

## Auszeichnungen
- WTA-Rückkehrerin des Jahres 2017